# رود لوگون

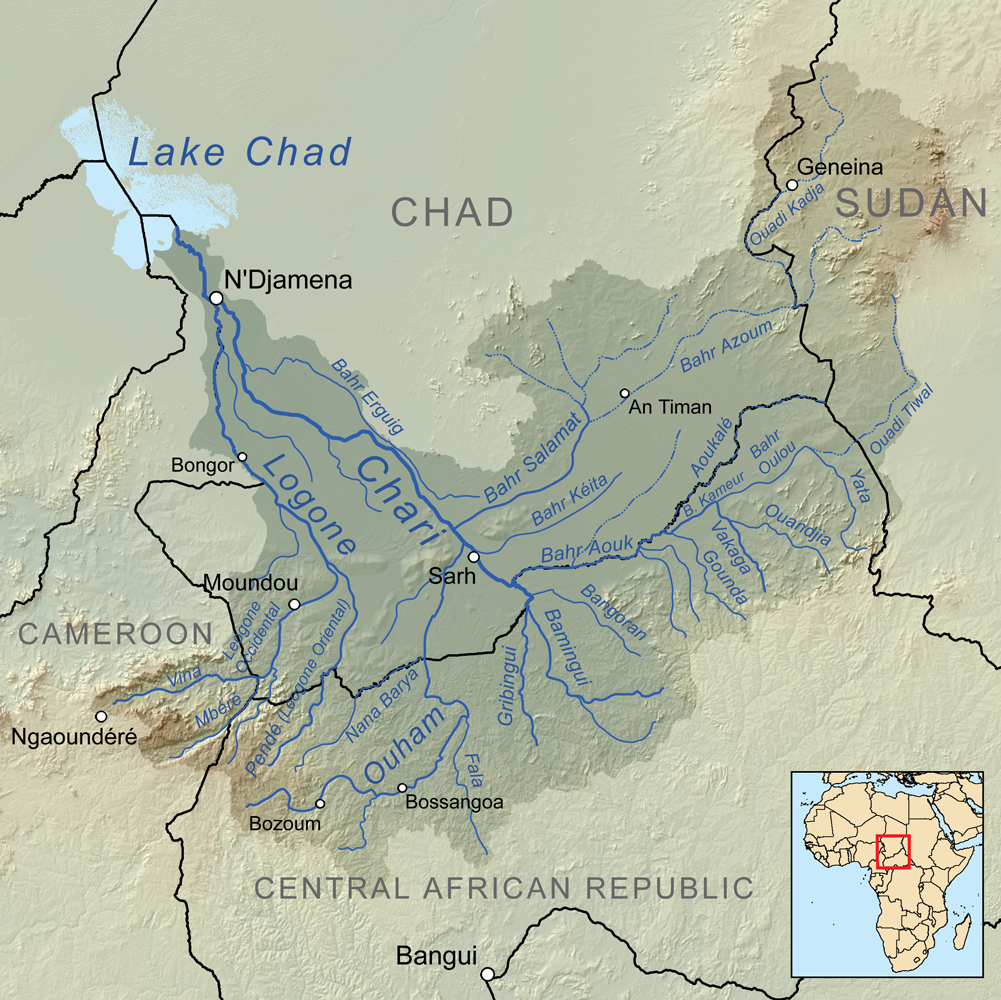
نقشه رود لوگون.

رود لوگون (به انگلیسی: Logone River) یکی از ریزابه‌های اصلی به رودخانه شاری در مرکز قاره آفریقا است. سرچشمه‌های لوگون در جمهوری آفریقای مرکزی، شمال کامرون و جنوب چاد واقع شده‌اند. رود لوگون دو شاخه اصلی دارد. رودخانه پنده (لوگون شرقی) در استان وهام-پنده در جمهوری آفریقای مرکزی و رودخانه ام‌بره (لوگون غربی) در شرق کامرون.
رودخانه لوگون را بسیاری از باتلاق‌ها و تالاب‌ها احاطه کرده‌اند. سکونتگاه‌های موجود در کنار رودخانه شامل قُصور، شمالی‌ترین شهر کامرون، و انجامنا، پایتخت چاد است. انجامنا در نقطه‌ای قرار دارد که لوگون به رود شاری می‌ریزد. رود لوگون بخشی از مرز بین‌المللی بین چاد و کامرون را تشکیل می‌دهد.
در شب ۱۷ سپتامبر تا بامداد ۱۸ سپتامبر ۲۰۱۳، باران شدید باعث ایجاد رخنه در سدی در امتداد رودخانه لوگون در شهر دوگی، منطقه کای کای در منطقه شمال دور کامرون شد. این امر باعث تخلیه اولیه افراد به حاشیه سد شد. در ۲۷ سپتامبر، رخنه دیگری در این سد، در ۴ کیلومتری رخنه اول، رخ داد که باعث طغیان آب در منطقه شد و نزدیک به ۹۰۰۰ نفر را آواره کرد.

## نگاره‌ها

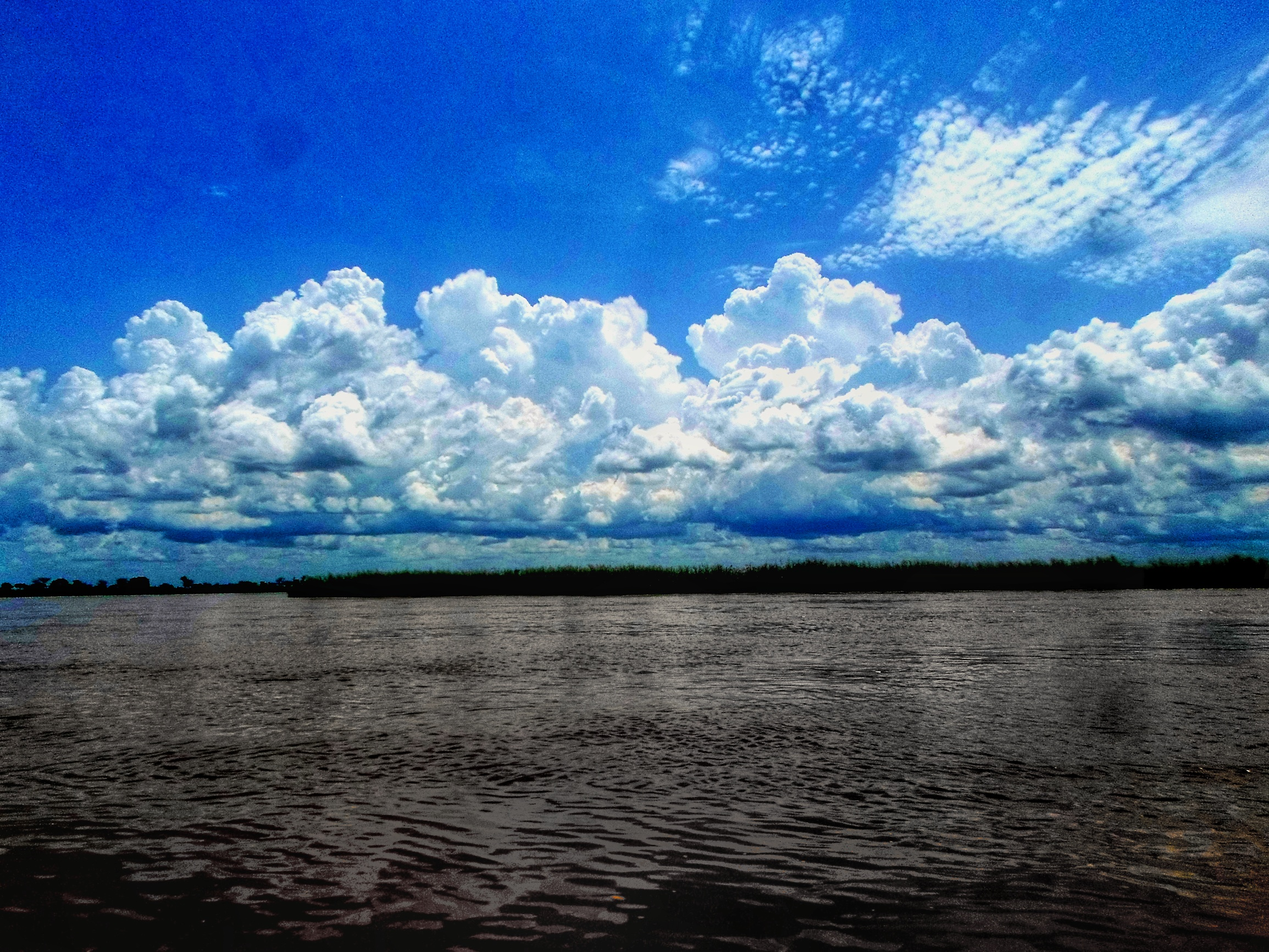
رود لوگون
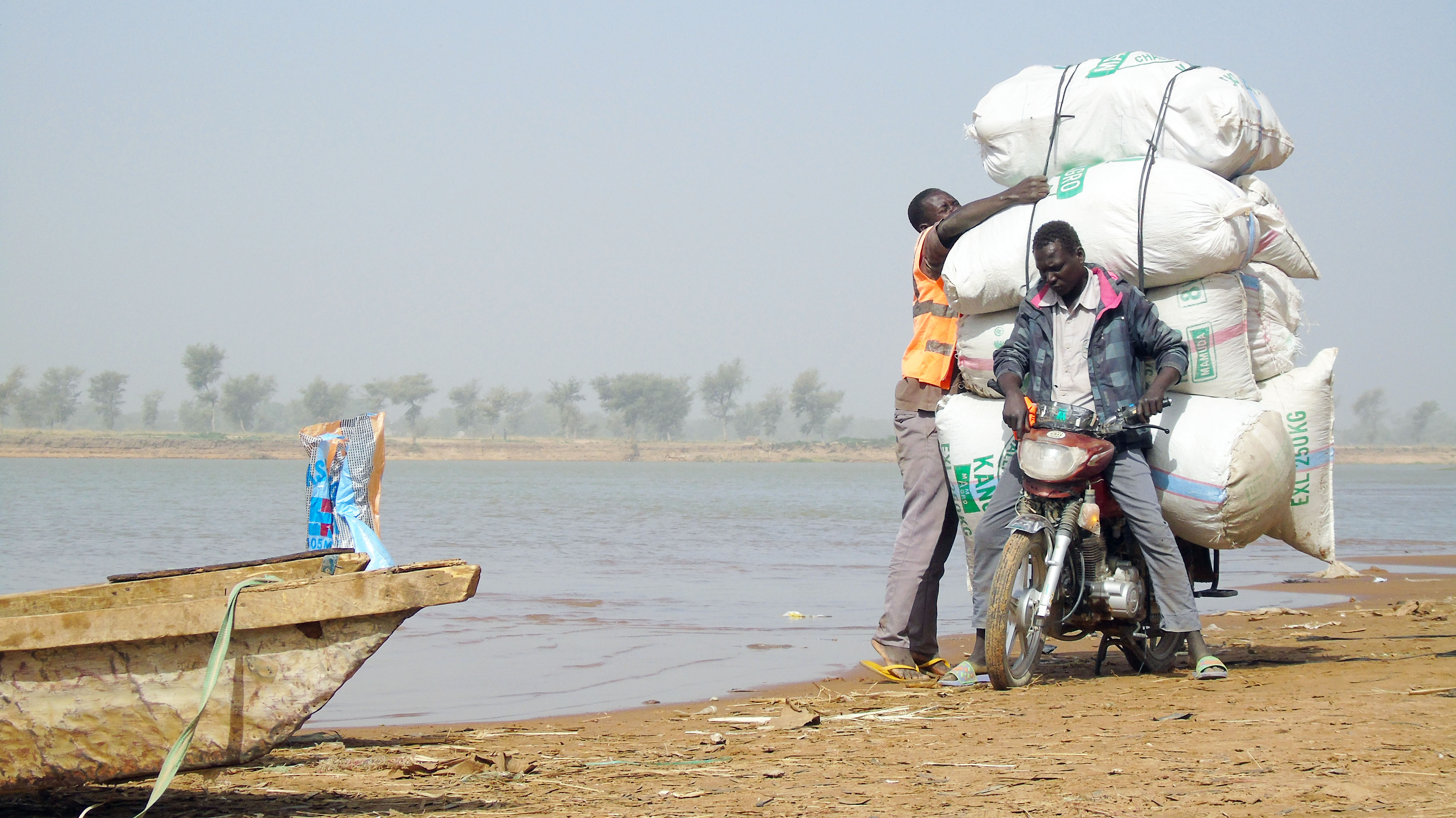
موتوتاکسی (تاکسی موتوری)
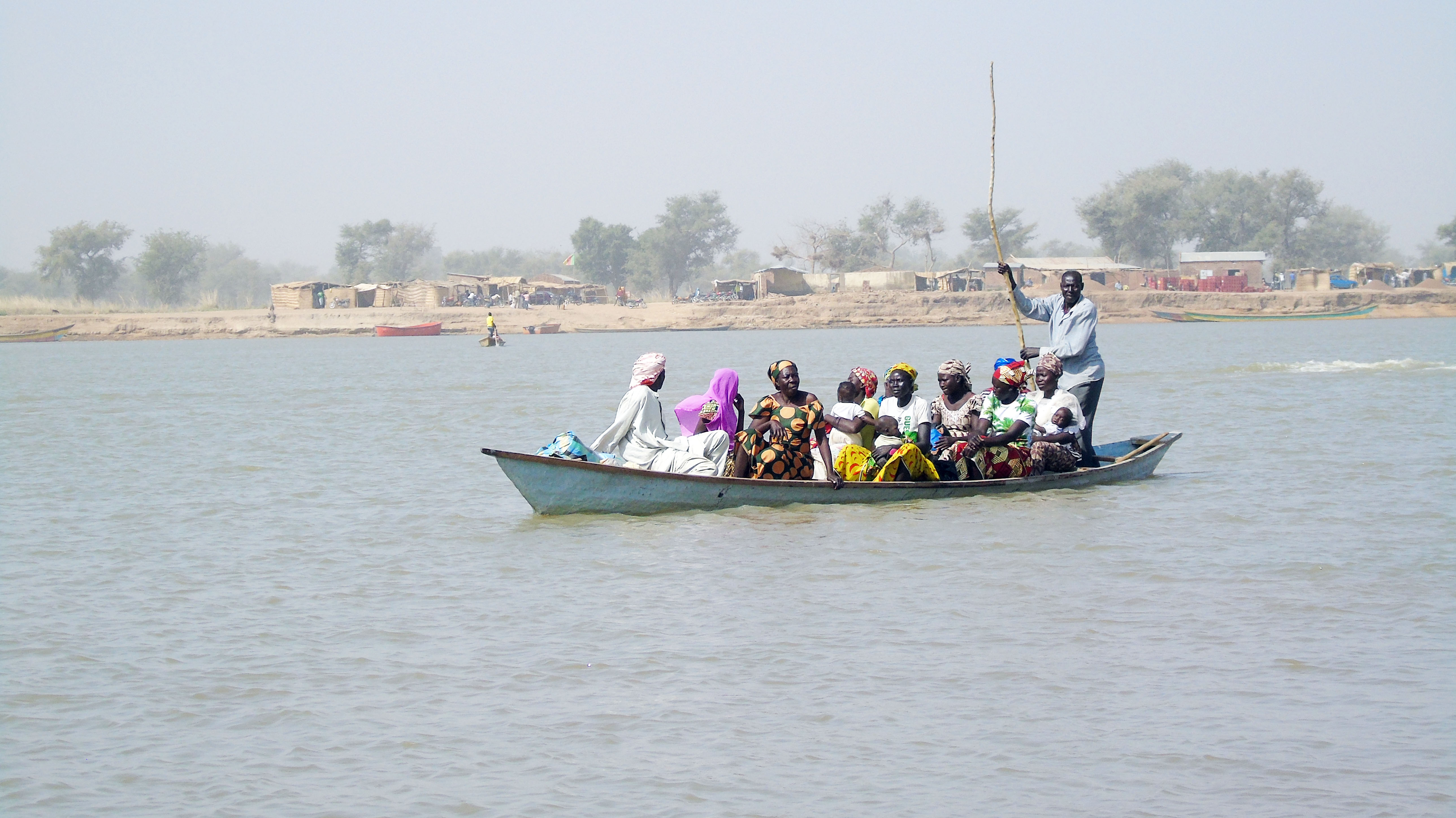
بلم
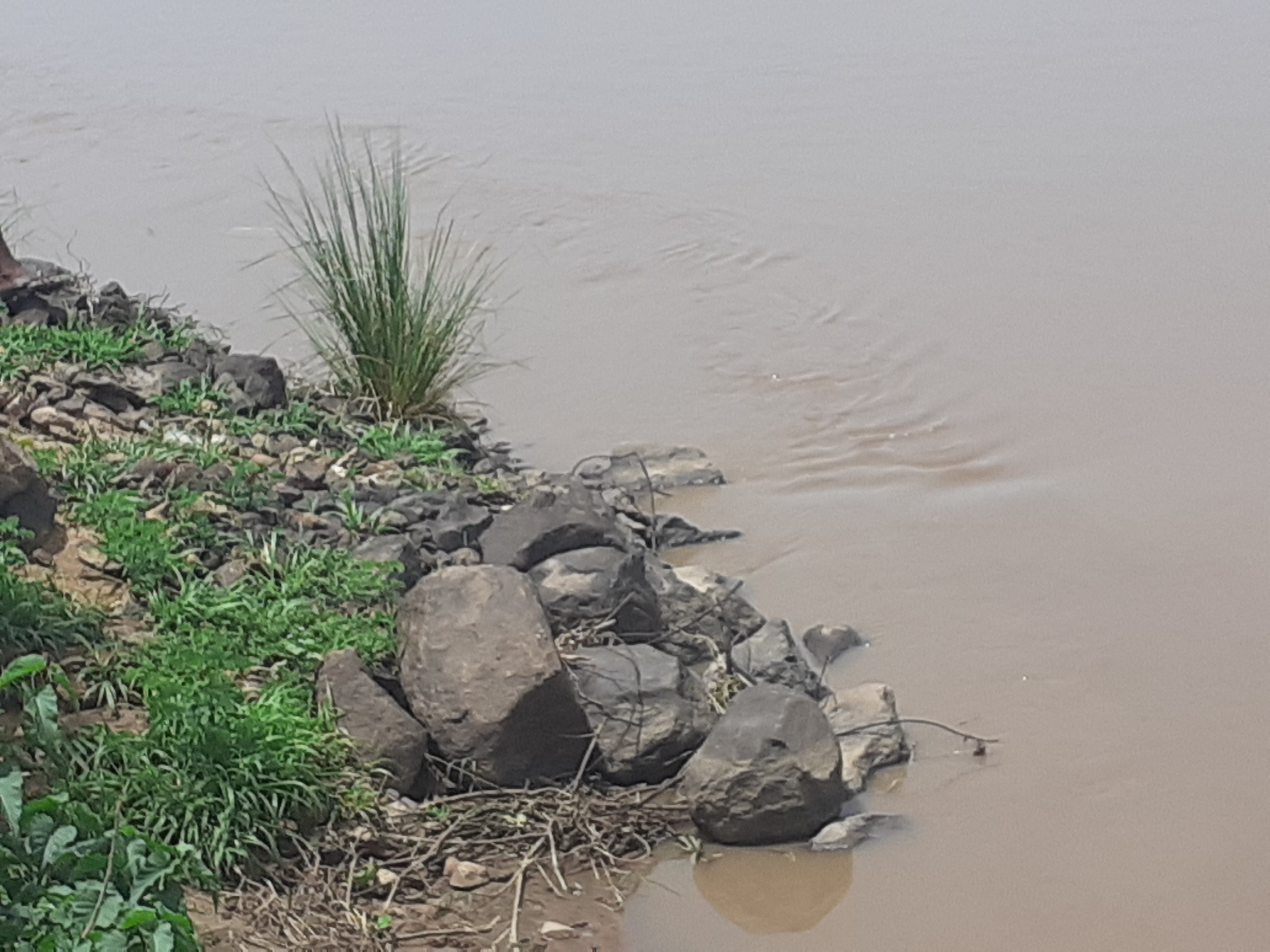
کناره‌های تخته‌سنگی رود لوگون در زبه مارائو، کامرون
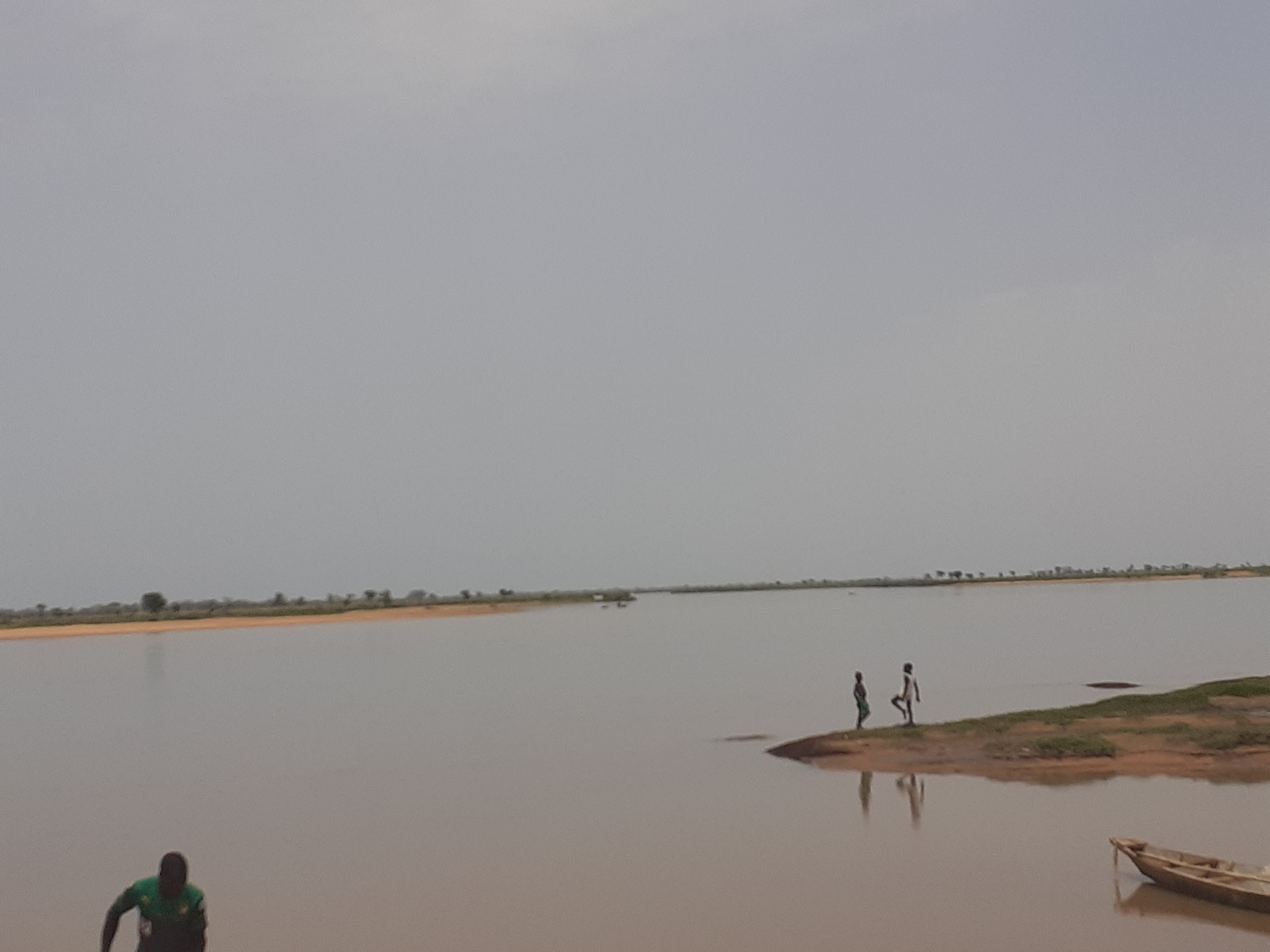
ماهیگیری در زبه مارائو،
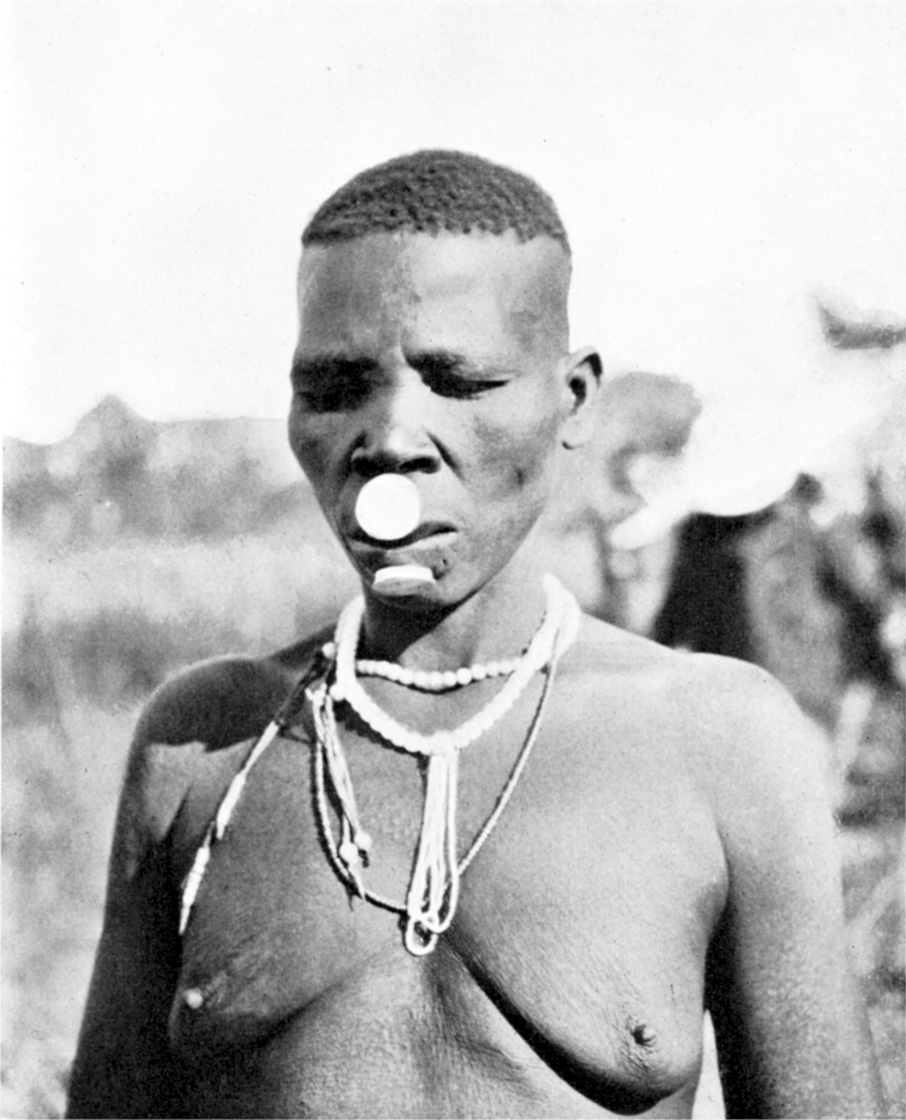
زنی از قوم بانانا. سال ۱۹۱۲، کناره رود لوگون.